# Grammy Latino de Melhor Arranjo
O Grammy Latino de Melhor Arranjo é um prêmio apresentado anualmente no Grammy Latino, uma cerimônia que reconhece a excelência e promove a conscientização sobre a diversidade cultural e as contribuições de artistas latinos nos Estados Unidos e internacionalmente. Foi concedido pela primeira vez no 19º Grammy Latino em 2018, com o pianista e compositor colombiano Milton Salcedo sendo o primeiro a receber o prêmio por "Se Le Ve", interpretada por ele mesmo ao lado de Amaury Gutiérrez, Carlos Oliva e Michel Puche, com o cantor colombiano Andres Buitrago como diretor vocal.
O prêmio vai para o(s) arranjador(es). Um arranjador não poderá ser inscrito mais de duas vezes na categoria Melhor Arranjo, seja para arranjos instrumentais ou vocais (a cappella).

## Vencedores
| Ano  | Arranjador(es)     | Obra                                    | Artista(s)                                                                                              | Indicados | Ref.  |
| ---- | ------------------ | --------------------------------------- | --- | --- | ----- |
| 2018 | Milton Salcedo     | "Se Le Ve"                              | Milton Salcedo Featuring Amaury Gutiérrez, Carlos Oliva, Michel Puche e Andres Buitrago (Diretor vocal) | - Luiz Cláudio Ramos – "Massarandupió" (Chico Buarque) - Rigoberto Alfaro – "No Me Platiques Más (Instrumental)" (Mariachi Divas De Cindy Shea) - Lisandro Baum – "Batango" (Quinteto Bataraz) - Vagner Cunha – "Campos Neutrais" (Vitor Ramil) | [ 3 ] |
| 2019 | Rodner Padilla     | "Sirena"                                | Luis Enrique + C4 Trio                                                                                  | - Otmaro Ruiz – "Red Wall (Va A Caer)" (Branly, Ruiz & Haslip) - Juan Pablo Contreras – "Mariachitlán" (Juan Pablo Contreras, Marco Parisotto e Orquesta Filarmónica de Jalisco) - Pablo Cebrián e Ketama – "Loko De Amor" (Ketama) - César Orozco – "Imprevisto" (Raices Jazz Orchestra, Pablo Gil e Tony Succar)                                                    | [ 4 ] |
| 2020 | Lorenzo Ferrero    | "La Flor de la Canela"                  | Orquestra de Jazz Afro-Peruana                                                                          | - Daniel Barón – "Te Extraño" (Dani Barón) - John Beasley & Maria Mendes – "Asas Fechadas" (Maria Mendes feat. Metropole Orkest & John Beasley) - Ariel García & Carlos Peña – "Bésame Mucho" (Carlos Peña y Su Big Band & Daniela Calvario) - Rosino Serrano – "Guapanguito" (Rosino Serrano & Orquesta Moderna feat. Gianluca Littera & Alex Mercado)               | [ 5 ] |
| 2021 | Juan Luis Guerra   | "Ojalá que Llueva Café (Versión Privé)" | Juan Luis Guerra                                                                                        | - Kendall Moore – "Blue in Green (Sky and Sea)" (Roxana Amed) - César Orozco – "Tierra Mestiza" (America Viva Band) - Jorge Calandrelli – "Adiós Nonino" (Jorge Calandrelli) - Vince Mendoza – "Um Beijo" (Melody Gardot) | [ 6 ] |
| 2022 | Fernando Velázquez | "El Plan Maestro"                       | Jorge Drexler                                                                                           | - Rosino Serrano – "Llévatela" (Armando Manzanero & EJE Ejecutantes de México) - Daniel Barón & Henry Villalobos – "Son de la Loma" (Dani Barón) - Marco Godoy – "Adoro" (Alondra de la Parra & Buika) - Paul Rubinstein – "Cucurrucucú Paloma" (Alondra de la Parra & Pitingo)                                                                                       | [ 7 ] |
| 2023 | Rafael Valencia    | "Songo Bop"                             | Camilo Valencia, Richard Bravo feat. Milton Salcedo                                                     | - Joe McCarthy & Vince Norman, arrangers – "Waltz of the Flowers" (Joe McCarthy's New York Afro Bop Alliance Big Band) - John Beasley & Maria Mendes, arrangers – "Com Que Voz" (Maria Mendes feat. Metropole Orkest & John Beasley) - Daniel Freiberg, arranger – "Crónicas Latinoamericanas" (Various Artists) - Emilio Solla, arranger – "Spain" (Vários Artistas) | [ 8 ] |